# دهستان تشان غربی
دهستان تشان غربی نام دهستانی در بخش تشان شهرستان بهبهان، استان خوزستان در ایران است. براساس سرشماری مرکز آمار ایران در سال ۱۳۸۵، جمعیت آن ۴۱۷۳ نفر (۸۶۳ خانوار) بوده‌است.